# Moses
Moses o Sulktalthscosum (1829-1899) fou cap dels spokane que dominaven el territori entre Waaterville i a White Bluff, entre Washington i Idaho. Es va mantenir lliure de les reserves, i quan el 1877 els nez percés fugiren al Canadà, intentaren convèncer-lo per a acompanyar-los. El 1879 i el 1883 va anar a Washington per a conservar bona part de la terra, però fou enganyat i l'internaren a la reserva Colville.